# Расува (форт)
Форт Расува, или Расува Гадхи (непальск. रसुवागढी) — руины исторического форта в районе Расува в Непале примерно на границе с Тибетом, Китай. Он расположен вдоль реки Трисули в 3 км к северу от непальского города Тимуре в национальном парке Лангтанг, но в 25 км к югу от ближайшего населённого пункта — города Гиронг в Китае.

## История
Этот район был местом трёхдневного сражения во время второй кампании тибетско-непальской войны 1792 года. В 1855 году во времена династии Рана, когда Джанг Бахадур Рана вторгся в Тибет, управлявшийся династией Цин, во время непальско-тибетской войны, на этом месте был построен форт.
В 2012 году Непал и Китай договорились об открытии новых пограничных переходов, одним из которых является участок Расувагадхи. Форт пострадал при строительстве погранперехода в 2013 году. В декабре 2014 года возле форта был открыт порт въезда. Этот маршрут между Китаем (через город Гиронг/Кьиронг на китайской стороне) и Непалом считается более надёжным, чем переход через Чжанму-Кодари.